# Quercus pontica
La quercia dell'Armenia (Quercus pontica K.Koch) è un albero della famiglia delle Fagacee. L'epiteto specifico (pontica) deriva dall'antica regione del Ponto, con cui i Romani definivano la zona dell'attuale Turchia affacciata sul mar Nero. La specie venne descritta nel 1849 dal tedesco Karl Heinrich Koch.

## Descrizione

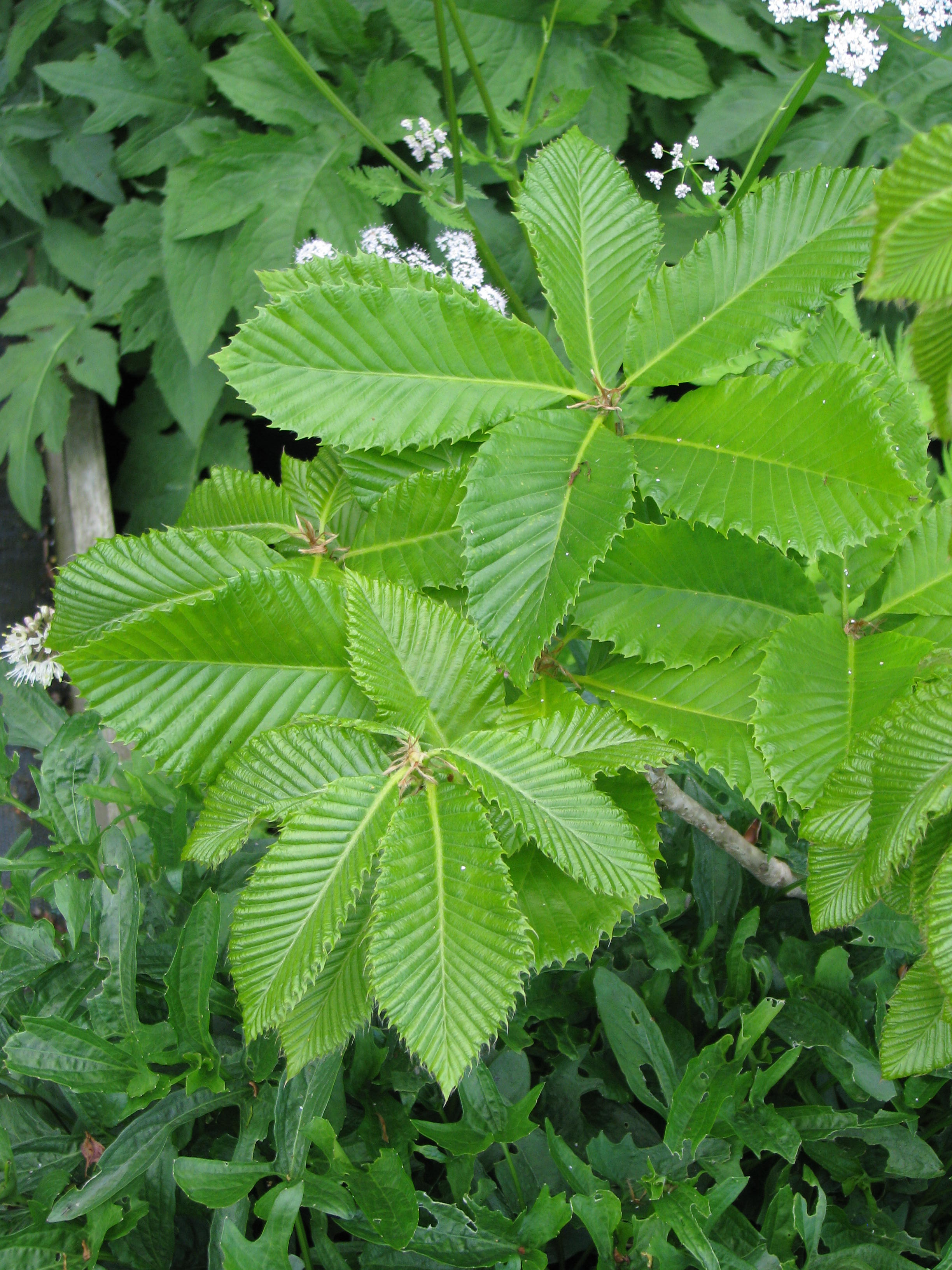
Foglie di Quercus pontica.

La quercia dell'Armenia è un piccolo albero deciduo, a crescita lenta, che può raggiungere a maturità altezze di 8-10 metri. La chioma ha forma arrotondata, la corteccia è liscia negli esemplari giovani ma piuttosto rugosa e fessurata negli esemplari più anziani.
Ha foglie piuttosto grandi, lunghe fino a 20 centimetri e larghe da 6 a 10 cm, di forma ovale o ovoidale, con margini dentati, che assumono tonalità giallo/bruna in autunno prima della caduta. I fiori sono amenti giallastri lunghi fino a 20 cm, che appaiono in primavera; le ghiande sono lunghe fino a 4 centimetri e vengono prodotte in gruppi da 2 a 5.
Il suo areale si estende nel Caucaso e nelle zone montuose della Turchia nordorientale, intorno al mar Nero; in queste zone cresce di preferenza sui terreni umidi.